# 大盛り 特盛り 「ゴゴモリ!!」
大盛り 特盛り 「ゴゴモリ!!」（おおもりとくもり-）とは南海放送で2011年10月3日から放送されている、平日昼の生ワイド番組である。この番組では本町会館に社屋移転後スタートした、PALPALワイド 本気?ラジ!の名前がタイトルから消えた。

## プレゼンター
前番組の「本気?ラジ!f」では、プレゼンター（南海放送では2010年以降、いわゆるラジオ番組を担当する同局アナウンサーを含めたパーソナリティーをこう呼んでいる。）が全員女性になったが、本番組開始に当たり半年ぶりに男性のプレゼンターが起用された。
そのプレゼンターは、同局朝の生ワイド番組JOAF!らくさぶろうのモーニングおん!を担当しているらくさぶろうである。彼の起用に当たり、モーニングおん!の月曜と火曜の担当を降板し、当番組に時間帯を移して喋ることとなった。（水曜と木曜に関しては引き続きモーニングおん!を担当していたが、2012年春改編によりモーニングおん!が11年目にして初めて金曜日に移動したため、それ以後は金曜日のみを担当。また同番組火曜日の人気コーナーだった「言葉遊び」は当番組火曜日（2012年度より月曜日に再移動）に引き継がれる。）
一方水曜日は前番組から引き続き宮崎ユウが、木曜日は南海放送が道後・樋又地区にあったころから昼ワイド番組を担当し続けているやのひろみが引き続いて起用された。その後、2012年春改編で宮崎ユウが日曜日の「ユウコミサンデー!」に移動し、水曜日もやのひろみが担当することとなった。（なお、やのはかつて同時間帯を水・木で担当していたことから「本気?ラジ!」以来1年ぶりに元鞘に収まったことになる。）
なお、らくさぶろうとやのひろみは月曜夜7時からのらくやのぉでプレゼンターを務めており、南海放送の月曜夜と平日昼間を2人が担うこととなった。

### 現在のプレゼンター
- らくさぶろう（月・火担当）
- やのひろみ（木担当(2012.3まで)→水・木担当）

### 過去のプレゼンター
- 宮崎ユウ（水担当(2011.10～2012.3)）

## 放送時間
- 毎週月曜～木曜　13:45 - 16:50

## 参考
- 南海放送ホームページ
- らくさブログ。2011年9月21日の記事 - ウェイバックマシン（2016年3月4日アーカイブ分）